# Rai 1
«Rai 1» (Ра́й У́но) — итальянский общественный телеканал, первый канал общественной телерадиовещательной корпорации «Rai». Позиционируется как универсальный (с широким жанровым спектром) телеканал для всей семьи.

## История

### 1950-е
«Programma nazionale» («Национальная программа»), как канал тогда назывался, был первым телеканалом Италии. Официально начал вещание в воскресенье 3 января 1954 года.
На экранах телевизоров первой появилась диктор Фульвия Коломбо. Она объявила об официальном начале телевизионного вещания RAI и начала выпуск с церемонии открытия и первой программы Arrivi e partenze, ведущим которой был Майк Бонджорно.
В первые годы вещания Национальной программы на экране появилось множество телезвёзд: Коррадо Мантони, Энцо Тортора, Марио Рива, Делия Скала, Вальтер Кьяри, американская пара Эбби Лейн и Хавьер Кугат, Раймондо Вианелло, Сандра Мондаини и Уго Тоньяцци, а также член ордена капуцинов падре Мариано (ведущий религиозной программы La posta di Padre Mariano).
История первых лет итальянского телевидения перекликается с возрождением страны: это был один из серьёзных шагов на пути к экономическому буму, который также мог объединить страну, разделённую различными диалектами не только на уровне провинций, но и на уровне городов. Благодаря многим телепрограммам удалось почти везде ликвидировать неграмотность: передача Non è mai troppo tardi, которую вёл преподаватель Альберто Манци, позволила многим взрослым людям легко освоить курс начальной школы.
Помимо образовательных программ, Национальная программа показывала развлекательные шоу и телевикторины: Un, due, tre, Il Musichiere, Campanile sera, Canzonissima и Lascia o raddoppia (первое шоу, которое вёл Майк Бонджорно).
Главной информационной программой телеканала является выпуск новостей TG1, который выходил с первых дней существования Национальной программы под названием Telegiornale. С 1954 года Rai начинает показывать телефильмы жанра драмы и научной фантастики, экранизировать известнейшие романы XIX века, биографии известных людей или реконструировать известнейшие события истории. Первая драма, показанная на Национальной программе — «Доктор Антонио». В конце десятилетия появился блок передач для детей: первой передачей из его цикла стала «Приключения Рин-Тин-Тин». С 1955 года Национальная программа транслирует фестиваль Сан-Ремо. В 1957 году на телеэкранах появляется рекламно-развлекательный блок для детей «Carosello» (с итал. — «Карусель»), который оставался популярным в течение 20 следующих лет. С 1956 года Rai получает право трансляции Конкурса песни Евровидение.
Уже с самого начала на итальянском телевидении вводилась строгая цензура: запрещалось выпускать в эфир фильмы и передачи, в которых могло быть упоминание в любом виде половых органов; оскорбительных и нецензурных слов и фраз; обидных прозвищ или провокационных жестов в адрес деятелей политики и церкви, а также показ голых частей тела. Поскольку показывать голые ноги запрещалось, все женщины вынуждены были носить чёрные чулки во время съёмок. Этот запрет привёл к тому, что в 1956 году с эфира сняли программу La piazzetta: балерина Альба Арнова в одном из выпусков появилась в колготках телесного цвета, но многие решили, что она появилась с голыми ногами. В другом случае в 1959 году прекратили показ передачи Un, due, tre комиков Уго Тоньяцци и Раймондо Вианелло, которые спародировали один из инцидентов: во время встречи с президентом Франции Шарлем де Голлем президент Италии Джованни Гронки, пытаясь сесть на стул, упал на землю. Несмотря на то, что сценка Тоньяцци (играл роль Гронки) и Вианелло (играл роль Де Голля) вызвала бурю восторга и смеха среди зрителей, руководство Rai увидело здесь признаки насмешки над президентом и немедленно сняло передачу с эфира.

### 1960-е
В 1960-е годы экономический бум привёл к распространению телевидения среди всех слоёв населения. 4 ноября 1961 состоялось открытие Второй программы, более известной как Rai 2.
В течение восьми лет с 1960 по 1968 годы выходила в эфир образовательная передача Non è mai troppo tardi, подготовленная совместно с Министерством образования и направленная на помощь взрослым итальянцам в освоении грамоты.
1960-е годы стали «золотым веком» представителей эстрады, среди которых выделялись Антонелло Фальки, Чезарини да Сенигаллья, Мина, Лелио Луттацци, Джонни Дорелли, Мариса Дель Фрате, Сандра Мондаини, Биче Валори, Пиппо Баудо и Паоло Панелли. Звёздами кино были тогда Альдо Фабрици, Альберто Сорди, Тото, Аве Нинки и Франка Валери. Из них многие прославились на фестивале в Сан-Ремо. Известнейшими фильмами на телевидении стали Il mulino del Po, I promessi sposi, La cittadella и La freccia nera.
Всё большую значимость приобретали выпуски новостей на телевидении и политические передачи: целевой аудиторией таких программ были преимущественно мужчины. Вместе с тем оказывалось довольно сильное влияние Правительства Италии на информационную службу Rai. В 1960-е годы известнейшими журналистами Rai были Энцо Бьяджи, Уго Дзаттерин, Эннио Мастростефано, Эмилио Росси, Руджеро Орландо и Тито Станьо. Помимо распространения выпусков новостей, выходили новые общественно-политические передачи, особенно перед выборами: первой из них стала Tribuna elettorale, которую вёл Джанни Грандзотто), а на смену ей пришла Tribuna politica, которую вёл Уго Дзаттерин в течение многих лет. Следующий пик политических ток-шоу пришёлся только на те годы, когда появились частные телеканалы.
Наконец, в 1960-е годы появились новые научно-популярные передачи о последних достижениях науки и техники: Sapere и Orizzonti della scienza e della tecnica. В 1969 году в рамках международной сети Mondovisione итальянцы в прямом эфире наблюдали за космической миссией Аполлон-11, в ходе которой астронавты США совершили высадку на Луне. Комментировал это событие Тито Станьо.

### 1970-е
В 1975 году прошла реформа RAI, в ходе которой были предприняты следующие шаги:
- Правительство Италии передало обязанности за контролем над RAI Парламенту Италии для обеспечения политического плюрализма;
- государственная монополия на телерадиовещание сохранялась;
- введено регулирование кабельного вещания;
- утверждена концепция создания специальных радио- и телепередач для представителей профсоюзов, религиозных конфессий, политических движений, политических и культурных объединений, национальных общин и иных социальных групп;
- началось проектирование третьей телевизионной сети;
- создал отдел образования и культуры Dipartimento Scuola Educazione[итал.] (предшественник телеканалов Rai Edu 1 и Rai Edu 2)[6].

Ответом на этим реформы в 1979 году послужило образование «Третьего канала». В результате этого «Первая программа» была переименована в «Rete 1», а «Вторая программа» — соответственно, в «Rete 2». По итогам преобразования была введена должность директора телесети, которая должна была гарантировать достоверность программы передач и показываемой информации телезрителям, а также должность руководителя программы «Telegiornale». Первым директорами Rete 1 и TG1 были Миммо Скарано и Эмилио Росси, назначенные в 1976 году. Реформы затронули и сами выпуски новостей: по воскресеньям с 13 до 14 часов целый час отводился под сводки новостей, в 13:30 выходил краткий выпуск последних новостей, а по вечерам стала выходить передача Almanacco del giorno dopo — итоговый выпуск новостей.
В первой половине 1970-х годов продолжалось развитие эстрадных программ, среди которых выделялись Doppia coppia, Milleluci, Teatro 10, Speciale per noi и так далее. Самыми известными ведущими становятся Лоретта Годжи, Энрико Монтесано, Пиппо Франко и Габриэлла Ферри. Количество сериалов и драматических фильмов увеличилось вместе с их популярностью. В 1970 году в свет выходит самая известная программа о футболе — 90º minuto с Паоло Валенти.
В 1976 году начинается показ развлекательного шоу Domenica in, созданного комиком Коррадо Мантони. В дни жёсткой экономии и реформ эта телепрограмма стала самой популярной среди всех развлекательных и повлияла на дальнейшее развитие телевидения Италии: в течение первых трёх лет у неё был невероятный успех. В 1976 году появилось первое ток-шоу Bontà loro с Маурицио Констанцо: он же стал соавтором передач Acquario (1978) и Grand'Italia (1979).
В 1977 году прекращается показ развлекательного блока Carosello, но при этом начинается цветное телевещание.

### 1980-е
В конце 1970-х годов RAI потеряла государственную монополию на телевещание: 29 сентября 1980 началось вещание итальянского Пятого канала (владелец — Сильвио Берлускони), 3 января 1982 стартовало вещание Italia 1 (владелец — Эдилио Рускони), а на следующий день — Rete 4 (владелец — Леонардо Мондадори). Вследствие этого в 1983 году все три телеканал RAI сменили названия, заменив «Rete» на «Rai» (так «Rete 1» стал называться «Rai Uno»), и приобрели новые логотипы: для Rai Uno таковым стал синий шар. С 1984 по 1985 годы вышли три закона, известные как Законы Берлускони, при помощи которых тогдашний владелец Fininvest Сильвио Берлускони разрешил общенациональное вещание частных телеканалов.
В 1986 году была утверждена система Auditel для определения рейтингов, создав предпосылки для формирования телевизионной доуполии Rai и Fininvest (последняя компания была переименована в Mediaset в 1996 году). Руководителями коммерческих сетей стали некоторые бывшие деятели RAI, среди них: Майк Бонджорно, Коррадо, дуэт Мондаини-Вианелло, Энцо Тортора и многие другие. В 1980-е годы драматические фильмы и телесериалы уступают место научно-фантастическим фильмам: телезвездой в этой сфере становится Пьеро Анджела, который начинает вести телепередачу Quark.

### 1990-е:RAIиMediaset
В 1990-е годы на итальянском телевидении стал господствовать тандем RAI-Mediaset. Они ввели традицию проведения благотворительных акций, из которых самой известной стала акция «Telethon — путём телефонного голосования собирались средства для помощи больным мышечной дистрофией. В августе 1990 года был принят Закон Мамми», по которому:
- все теле- и радиокомпании (как государственные, так и частные) обязались вещать на всей территории страны;
- частные телеканалы обязались начать вещание в прямом эфире;
- каждый общенациональный телеканал должен был создать свою информационную программу (так, на Canale 5 появился выпуск новостей TG5[итал.] с Энрико Ментана[итал.]);
- разрешалось круглосуточное вещание[9].

В начале десятилетия выходят в эфир последние выпуски музыкальной программы Fantastico: в 1991 году последний выпуск вышел с Рафаэллой Каррой. Её место заняло новое шоу с Фабрицио Фрицци и Милли Карлуччи под названием Scommettiamo che...? — итальянская версия развлекательного немецкого шоу Wetten, dass..?. Новая передача выходила вечером в субботу в 21:00 и стала популярной благодаря тому, что её гостями были звёзды из-за границы. Рейтинг обеспечивался и благодаря сочетанию элементов развлекательных программ времён 1970-х. С 1991 по 1996 годы вышло шесть сезонов этого шоу: первые два сезона в среднем смотрели 12 миллионов зрителей, третий и четвёртый — 10 миллионов, пятый — 8 миллионов. Шестой сезон шоу уже показывал признаки того, что программа выходит из моды: в рейтинге она уступала передаче La Corrida с Canale 5, которую вёл Коррадо Мантони. В 1995 году на RAI начала выходить информационная программа Il Fatto с Энцо Бьяджи: журналистом, известным благодаря своей обильной критике Сильвио Берлускони. В 2002 году после так называемого «Болгарского указа» программу сначала убрали на Rai 3, оставив ей время только около полуночи, а вскоре вообще закрыли. 31 декабря 2002 недовольный Бьяджи ушёл с RAI.
В 1990-е годы на Rai 1 появились такие развлекательные игровые передачи, как I cervelloni с Паоло Бонолисом (в 1994 году он же стал ведущим детской передачи Solletico), Big! с Пиппо Франко и Карло Конти и Beato tra le donne (в формате мужского конкурса красоты) с Паоло Бонолисом и Мартуфелло. В эти годы Rai 1 начинает показ конкурсов красоты «Мисс Италия» и «Мисс Италия в мире» (в последнем имеют право принимать участие все фотомодели мира с итальянскими корнями), а также зарубежных сериалов. По воскресеньям начинают выходить два новых шоу: Domenica In с Марой Веньер и Buona Domenica с Маурицио Констанцо и Фьорелло. В своеобразном соперничестве двух шоу побеждает Domenica In с более высоким рейтингом, за что её ведущая получает неформальный титул «госпожа воскресенья» (итал. la signora della domenica). Solletico вскоре начинает выходить вместо Big!, составляя достойную конкуренцию Bim Bum Bam с Italia 1.
С 1994 года в 18:50 на Rai 1 стали выходить викторины. Первой из них стала Luna Park, которая достигла успеха благодаря известным ведущим: Пиппо Баудо, Фабрицио Фрицци, Милли Карлуччи, Джанкарло Магалли, Мара Веньер и Розанна Ламбертуччи. Первый сезон шоу закончился с рейтингом 32% и аудиторией в 6,5 млн. человек. Второй сезон стал выходить уже и по субботам вместе с Паоло Бонолисом и Джанкарло Магалли, повторив успех. Третий и последний сезон стал неудачным из-за многочисленных смен ведущих. 28 июня 1997 вышел в эфир последний выпуск программы: ныне её место занимает передача Sottovoce с Джиджи Марцулло. В том же 1994 году на экраны выходит Professione reporter (позднее Report) с Миленой Габанелли. В 1996 году Бруно Веспа становится ведущим ежевечерней программы Porta a porta, выходящей каждый второй вечер.
В 1995 году Пиппо Баудо стал ведущим 45-го музыкального фестиваля в Сан-Ремо: его посмотрело на Rai 1 рекордное количество человек. В первый вечер фестиваль смотрели стали 15 млн. 602 тысячи человек (65,14% телезрителей), во второй — 18 млн. 309 тыс. (65,42%), в третий — 15 млн. 825 тыс. (60,47%), в четвёртый — 16 млн. 804 тыс. (65,81%), в пятый — 17 млн. 601 тыс. (75,26%). Средний телерейтинг составил 66,42%: это третий результат после 1989 (75,42%) и 1990 годов (76,26%). В том же году Рафаэлла Карра, которая три года работала на испанском телевидении, начинает на Rai 1 своё новое шоу Carràmba! Che sorpresa, которое вместе с Lotteria Italia достигло успеха: аудитория составила от 9 до 11 миллионов телезрителей при менее чем 32 миллионах проданных лотерейных билетов. Фабио Фацио, который ранее вёл спортивную программу Quelli che il calcio, в 1999 и 2000 годах был ведущим фестиваля в Сан-Ремо: аудитория составила тогда свыше 14 миллионов человек отчасти благодаря участию Лучано Паваротти в качестве соведущего.
Фабрицио Фрицци стал ведущим новых развлекательных программ, среди которых были Per tutta la vita и Non sparate sul pianista. После закрытия шоу Luna Park на экраны вышла новая развлекательная программа Colorado, но после нескольких выпусков она была закрыта и уступила место In bocca al lupo! с Карло Конти: новое творение Конти неожиданно опередило многих конкурентов в телерейтинге, в том числе Superboll Фьорелло и Passaparola Джерри Скотти. Ещё одна программа с Конти под названием I migliori anni твёрдо закрепилась в сетке вещания Rai 1. В свою очередь, Рафаэлла Карра после успеха своей передачи Carràmba! Che sorpresa не остановилась на достигнутом, и в телеэфире её появились новые передачи. Это были 40 minuti con Raffaella, Centoventitré и I fantastici di Raffaella: все они вышли зимой 1996, 1998 и 1999 годов соответственно. В 1997 году была безуспешная попытка возродить шоу Fantastico под названием Fantastico Enrico!, которое выходило с октября 1997 по январь 1998 года с Энрико Монтесано (его место вскоре заняли Милли Карлуччи и Джанкарло Магалли). Передача вскоре была закрыта из-за своей непопулярности окончательно. В 1998 году Раймондо Вианелло возвращается временно на RAI как ведущий вместе с Евой Герциговой и Вероникой Пиветти, но затем уходит снова на Mediaset.
Несмотря на серьёзную проблему в сфере развлекательных шоу, 1990-е годы стали расцветом в карьере Адриано Челентано и Роберто Бениньи: Челентано создаёт свою передачу Francamente me ne infischio. Расцвет переживала индустрия телесериалов, особенно о полиции: на Rai 1 стали выходить «Маршал Рокка» с Джиджи Проетти (ранее выходил на Rai 2), «Врач в семье» с Лино Банфи и Джулио Скарпати и «Комиссар Монтальбано» по роману Андреа Камиллери с Лукой Дзингаретти в главной роли. Аудитория составила 10 миллионов человек: до сих пор эти сериалы считаются образцовыми на итальянском телевидении.
К 2000 году RAI стал готовить планы по выходу в Интернет. К этому моменту многие детские программы ушли с Rai 1 на другие каналы: так, Disney Club стал выходить на Rai 2, а Solletico и вовсе была закрыта. На Rai 2 ушла и программа La vita in diretta. Скрасили эти моменты выход телесериала «Дон Маттео» с Теренсом Хиллом в главной роли, а также появление двух новых ведущих — Розарио Фьорелло, ушедшего с Mediaset и известного благодаря передачам Stasera pago io и C'è posta per te, и Джорджо Панарьелло, прославившегося благодаря шоу Torno sabato и бывшего ведущим Lotteria Italia.

### 2000-е: выход в Интернет
В начале 2001 года руководителем RAI стал Агостино Сакка, сменивший на этом посту Маурицио Беретта. По вечерам стала выходить телеигра L'eredità, которую ранее проводили Пиппо Баудо и Пьеро Кьямбретти, но с новым ведущим Амадеусом. С осени 2000 года в середине дня стала выходить кулинарная программа La prova del cuoco с Антонеллой Клеричи, которая ранее работала на Mediaset — новое шоу добилось невероятного успеха. В то же время в эфир стала выходить и программа Passaggio a Nord Ovest с Альберто Анжела.
До 2003 года не выходили передачи Scommettiamo che...?, Carràmba che fortuna e Beato tra le donne, зато возобновился выход программ Фабрицио Фрицци Per tutta la vita и Non sparate sul pianista, чьи рейтинги были достаточно высокими. В 2001 году Карло Конти начинает вести в прайм-тайм свою новую программу I raccomandati, которая стала самой популярной вечерней программой на RAI 1. К числу возрождённых программ относится и Superquark с Пьеро Анджела. С 2003 года в начале вечернего эфира выходит телеигра Affari tuoi (аналог международной Deal Or No Deal) с Паоло Бонолисом, которая становится серьёзным конкурентом для Striscia la notizia и достигает невероятно высокого рейтинга (в январе 2004 года её посмотрели рекордные 15 миллионов телезрителей). Это в итоге привело к серьёзному скандалу между Бонолисом и Антонио Риччи, автором TG satirico, который обвинил Бонолиса в плагиате. RAI вынесла Риччи предупреждение, но тот продолжал обвинять Бонолиса в нарушении авторских прав, пока права на показ передачи не выкупило телевидение Испании.
В 2002 году Пиппо Баудо возвращается на Rai 1 в качестве ведущего фестиваля в Сан-Ремо, чтобы доказать своё неофициальное звание «короля фестиваля». В 2003 году повторить свой успех он не сумел. Тогда же выходит последний раз в свет Scommettiamo che...? с Лореллой Куччарини и Марко Колумбро, показав самый низкий рейтинг за последние годы. По причине так называемого «Болгарского указа» с канала уходят Энцо Бьяджи, Микеле Санторо и Даниэле Луттацци, а в 2004 году уходит и Пиппо Баудо из-за разногласий с руководством. Самой рейтинговой программой становится Passaggio a Nord Ovest с Альберто Анджела. 23 декабря 2002 на Rai Uno состоялась премьера программы L'ultimo del Paradiso с Роберто Бениньи, в которой он цитирует 23-ю песнь из третьей части «Рай» Божественной комедии.
Осенью 2005 года выходит политическое ток-шоу Rockpolitik с Адриано Челентано: знаменитый певец был известен своим критическим отношением к RAI из-за обилия цензуры на телеканале и один раз даже разорвал контракт с телерадиокомпанией, но в этот раз он, пользуясь своим правом на «творческую и редакторскую свободу», вынудил Фабрицио Дель Ноче на четыре недели покинуть должность директора RAI, который воспротивился содержанию шоу. Несмотря на скандалы, успех ток-шоу был значительным: его посмотрели в среднем 13 миллионов человек (45% всей возможной аудитории). В том же году ведущими фестиваля Сан-Ремо стали Паоло Бонолис и Антонелла Клеричи: аудитория составила 12 миллионов человек, что стало рекордом с 2001 года. Тогда же на экраны выходит итальянская версия шоу «Танцы со звёздами» под названием Ballando con le stelle с Милли Карлуччи (его посмотрели 7 миллионов зрителей). В спортивной же составляющей телеканал не был так успешен: права на показ матчей Серии А ему пришлось продать Mediaset, поэтому программа 90º minuto ушла сначала на Rai 3, а затем на Rai 2. Тогда же Бонолис покинул свою программу Affari tuoi и продолжил работать с Mediaset.
В сезоне 2005/2006 шоу Domenica in было разделено на несколько частей, которые стали независимыми передачами: L'Arena с Массимо Джилетти и Domenica in...TV с Марой Веньер. В конце сезона с Rai 1 ушёл ведущий Амадеус, оставив программу L'eredità Карло Конти — она сохраняла с ним очень высокую популярность на ТВ, и ни один проект Конти не побил этот рекорд. Преемником Паоло Бонолиса в игре Affari tuoi стал певец Пупо, что повысило рейтинги шоу осенью, но к январю её обошла передача Striscia la notizia (приход Антонеллы Клеричи не изменил ситуацию). Фестиваль Сан-Ремо 2006 года с Джорджо Панарьелло и Илари Блази разочаровал зрителей, а вот Милли Карлуччи повезло гораздо больше: реалити-шоу о танцах на льду Notti sul ghiaccio оказалось настолько успешным, что в один год были сняты сразу два сезона.
В сезоне 2006/2007 обновления коснулись в очередной раз вечерних шоу: Карло Конти и его L'eredità продолжают удерживать верхние позиции в рейтинге игровых передач, а в шоу Affari tuoi снова сменился ведущий, которым в этот раз стал Флавио Инсинна, известный по сериалу «Дон Маттео». Борьба против Striscia la notizia становится всё более серьёзной, и Мара Веньер уходит с шоу Domenica In, уступая место Лорене Бьянкетти. В конце концов, декабре 2006 года между Affari tuoi и Striscia la notizia разгорается настоящая война, в которую вмешивается TG satirico с Canale 5: журналисты обвиняют Rai 1 в надуманном сценарии развития событий в одном из эпизодов и мошенничестве. Все обвинения директор RAI Фабрицио Дель Ноче и Флавио Инсинна отвергли, но на стороне Canale 5 выступает комитет Codacons. В марте 2013 года спор заканчивается тем, что Антонио Риччи, ведущий программы TG на Canale 5, приносит свои извинения.
В феврале 2007 года на Rai 1 Адриано Челентано представляет свою новую программу La situazione di mia sorella non è buona, которую посмотрели 10 миллионов человек. Вскоре начинают ходить слухи о возрождении передач-долгожителей Scommettiamo che...?, Carràmba che fortuna и I raccomandati, причём последнюю доверяют Карло Конти в 2008 году, но из-за огромного количества проектов, в которых тот был задействован, в 2009 году передачу начинает вести Пупо. Стараниями Дель Ноче начинается показ новых шоу талантов, среди которых выделяется Ti lascio una canzone: в нём лучшие песни прошлых лет исполняют дети. Ведущей становится Антонелла Клеричи, а дизайн Роберто Ченчи позволяет программе занять высокие позиции в телерейтинге. Продолжение шоу Карло Конти I migliori anni в 2008 году позволяет обойти конкурентов Джерри Скотти и Мишель Хунцикер с их программой Paperissima, а в том же году Антонелла Клеричи уходит в отпуск по причине беременности и оставляет шоу La prova del cuoco, уступив место Элизе Изоарди. В том же году последний раз выходит программа Scommettiamo che...? с Лореллой Куччарини и Марко Колумбро, но повторить успех прошлых лет ей не удаётся.
В 2009 году Фабрицио Дель Ноче покидает свой пост после скандального прослушивания переговоров Сильвио Берлускони, и преемником на посту директора RAI становится Мауро Мацца, получивший этот пост благодаря стараниям руководителя Rai Fiction Агостино Сакка. Ведущим фестиваля в Сан-Ремо становится Паоло Бонолис, который повторяет успех фестиваля с 2005 года — на фестивале дебютирует певица Ариза. Сериал «Дон Маттео» продолжается благодаря участию Теренса Хилла и продолжает находиться на вершине рейтингов телесериалов Rai 1. Фабрицио Фрицци в том же году начинает новую телеигру Soliti ignoti - Identità nascoste, которая добивается успеха.
1 ноября 2009 телеканал Rai 1 впервые переходит в формат вещания 16:9, начав с мини-сериала «Волшебная история Пиноккио» (даже реклама показывается в данном формате).

### 2010-е:DVB-Tвещание
2010 год начался с триумфального фестиваля в Сан-Ремо с Антонеллой Клеричи (первая женщина с момента участия Лоретты Годжи в 1986 году), превосходящего по успеху фестиваль 2009 года с Паоло Бонолисом. 18 мая 2010 года меняется логотип телеканала и его название на Rai 1 (вместо слова Uno пишется цифра в логотипе). В конце года меняется также дизайн заставок. Новая эпоха ознаменовывается возвращением ряда ведущих: Мара Веньер в сезоне 2010/2011 возвращает на экраны шоу La vita in diretta, добиваясь успеха и зрительской популярности; Лорелла Куччарини начинает вести Domenica in, но без особого успеха; Паола Перего также возвращается на RAI с программой Se... a casa di Paola; Амадеус летом начинает вести телеигру Reazione. Параллельно продолжается показ передачи Superquark. В феврале по субботам вечером начинает выходить успешный седьмой сезон танцевального шоу Ballando con le stelle, по пятницам выходит программа Карло Конти I migliori anni (тот продолжает вести L'eredità и успешно обходит всех конкурентов, в том числе и Джерри Скотти с Canale 5). Весной начинается показ седьмого сезона сериала Un medico in famiglia.
В 2011 году проходит 61-й фестиваль в Сан-Ремо с Джанни Моранди, Белен Родригес, Элизабеттой Каналис, Лукой Биццарри и Паоло Кессисоглу: его посмотрели более 11 миллионов телезрителей. С 14 ноября по 5 декабря по выходным выходит передача Il più grande spettacolo с Фиорелло, также становящаяся весьма успешной (12 миллионов зрителей). В том же году выходит сериал Fuoriclasse с Лучаной Литтиццетто. До 2012 года свой успех сохраняет шоу Фабрицио Фрицци Soliti ignoti - Identità nascoste, выходящее в прайм-тайм, в то время как Affati Tuoi с Максом Джусти отходит на второй план. По субботним вечерам продолжился выход передач Per tutta la vita, Ballando con le stelle и I raccomandati. С весны выходит новое шоу талантов Tale e Quale Show с Карло Конти. Пятница была насыщена различными развлекательными программами, среди которых выделялись Attenti a quei due - La sfida condotto с Паолой Перего и Бьяджо Иццо (конкурент Zelig на Canale 5) и восьмой, завершающий сезон Non sparate sul pianista с Фабрицио Фрицци.
В 2012 году вышел последний сезон передачи Per tutta la vita, состоявший всего из двух выпусков по причине невысоких рейтингов программы. Лорелла Куччарини продолжает свою деятельность в Domenica In и добивается успехов, а осенью выходит восьмой сезон сериала «Дон Маттео», становящийся самым популярным за осень. Антонелла Клеричи продолжает вести музыкальное шоу Ti lascio una canzone. На 62-м фестивале Сан-Ремо ведущими становятся Джанни Моранди, Рокко Папалео и Ивана Мразова. 29 ноября 2012 было объявлено об очередной смене директора RAI, которым должен был стать Джанкарло Леоне. 17 декабря 2012 выходит программа с Роберто Бениньи La più bella del mondo, посвящённая Конституции Италии, и собирает рекордную аудиторию в 12 млн. 619 тыс. телезрителей. В декабре начинается новое интеллектуальное шоу с Паолой Перего под названием Superbrain - Le supermenti, которое собирает высокие рейтинги, после чего начинаются съёмки второго сезона шоу. Антонелла Клеричи запускает программу È stato solo un flirt?, которая, однако, недолго держится в сетке вещания.
Осенью произошла очередная перестановка в сетке вещания: Макс Джусти и его программа Affari Tuoi снова вышла на первый план, заменив до весны Soliti ignoti - Identità nascoste. Вышел в эфир второй сезон шоу талантов Tale e Quale Show. В 2013 году состоялся 63-й фестиваль в Сан-Ремо с Фабио Фацио и Лучаной Литтиццетто с грандиозным успехом. 6 мая 2013 спустя 36 лет вернулось на экраны рекламное шоу Carosello под названием Carosello Reloaded. Спустя год на экраны вернулась передача I migliori anno с Карло Конти: шестой сезон по рейтингам оказался лучше провального пятого. Среди телесериалов на первое место по популярности вышел «Комиссар Монтальбано»; помимо этого, появились новые сериалы — Il restauratore с Ландо Будзанка, Il giovane Montalbano (спин-офф «Комиссара Монтальбано» с Лукой Дзингаретти) и Una grande famiglia с Алессандро Гассманном и Стефанией Сандрелли. Из исторических сериалов выделяются Tutti pazzi per amore и Provaci ancora prof. Весной выходит восьмой сезон Un medico in famiglia, в котором на экраны возвращается Лино Банфи.

## Программная политика
«Rai 1» — универсальный канал, обращённый к широкой аудитории. Программы разноплановые, имеют множественные цели и задачи. Канал адаптирован для просмотра всей семьёй.

## Передачи
- «Тележурнал 1» («Telegiornale 1») - получасовой выпуск новостей в 20.00 и 10-минутный выпуск новостей в 16.00.

## Руководители
| Имя                | Период                             |
| ------------------ | ---------------------------------- |
| Джузеппе Маттеуччи | 3 января 1954 — 14 марта 1976      |
| Миммо Скарано      | 15 марта 1976 ─ 6 марта 1980       |
| Паоло Вальмарана   | 7 марта 1980 ─ 9 октября 1980      |
| Эммануэле Милано   | 10 октября 1980 ─ 6 апреля 1987    |
| Джузеппе Россини   | 7 апреля 1987 ─ 8 декабря 1988     |
| Карло Фусканьи     | 9 декабря 1988 ─ 25 октября 1993   |
| Надио Делаи        | 26 октября 1993 ─ 16 сентября 1994 |
| Брандо Джордани    | 17 сентября 1994 ─ 14 августа 1996 |
| Джованни Тантило   | 15 августа 1996 ─ 31 мая 1998      |
| Агостино Сакка     | 1 июня 1998 ─ 18 июня 2000         |
| Пьер Луиджи Челли  | 19 июня ─ 10 сентября 2000         |
| Маурицио Беретта   | 11 сентября 2000 ─ 29 апреля 2001  |
| Агостино Сакка     | 30 апреля 2001 ─ 5 мая 2002        |
| Фабрицио Дель Ноче | 6 мая 2002 ─ 27 мая 2009           |
| Мауро Мацца        | 28 мая 2009 ─ 28 ноября 2012       |
| Джанкарло Леоне    | 29 ноября 2012 ─ 17 февраля 2016   |
| Андреа Фабиано     | 18 февраля 2016 - 11 октября 2017  |
| Анджело Теодоли    | 12 сентября 2017 ─ 26 ноября 2018  |
| Тереза Де Сантис   | 27 ноября 2018 ─ 14 января 2020    |
| Стефано Колетта    | 15 января 2020 ─ июнь 2022         |